# Super Laydock: Mission Striker
Super Laydock: Mission Striker is een computerspel dat werd ontwikkeld en uitgegeven door T&E Soft. Het spel kwam op 18 juli 1987 uit voor de MSX. Eind dat jaar kwam ook een versie uit voor de Sharp X1. Het spel is een verticaal scrollend sciencefiction actiespel dat uitkwam na Laydock 1 en Laydock 2. Het spel kan met een of twee spelers tegen elkaar gespeeld worden. Twee spelers kunnen hun vliegtuigen samen voegen waarbij de ene speler stuurt en de andere speler de wapens bedient. Het spel wordt getoond in de derde persoon met bovenaanzicht. Het spel kan met het toetsenbord of de joystick bestuurd worden. Het spel bevat veertien stages, waarbij de laatste drie zonder pauze gespeeld moeten worden. De spelstand kan worden bewaard via een wachtwoordsysteem. 

## Trivia
- Het spel is een van de eerste niet tekstuele online spellen. Men kon een netwerkkit kopen met een speciale modem waarmee tegen andere spelers gespeeld kon worden.